# کوتس استور (ویرجینیا)
کوتس استور (به انگلیسی: Cootes Store) یک منطقهٔ مسکونی در ایالات متحده آمریکا است که در شهرستان راکینگهام، ویرجینیا واقع شده‌است. کوتس استور ۳۳۰٫۱ متر بالاتر از سطح دریا واقع شده‌است.